# Hesperophylum arizonae
Hesperophylum arizonae är en insektsart som beskrevs av Knight 1968. Hesperophylum arizonae ingår i släktet Hesperophylum och familjen ängsskinnbaggar. Inga underarter finns listade i Catalogue of Life.